# Старикова, Анжелика Владимировна
Анжелика Владимировна Старикова (род. 9 октября 1988 года) — российская пловчиха в ластах.

## Карьера
Воспитанница тульской спортивной школы «Дельфин» и тренера Павла Дудченко.
На чемпионате мира по марафонским заплывам 2003 в Александрии в юниорском разряде  стала чемпионкой в эстафете.
Многократный победитель и призёр чемпионатов России.
Вице-чемпионка мира 2006 года в эстафете 4х3000 м.
Чемпионка мира 2007 года в эстафете 4х3000 м.
В настоящее время в Центре Ментального Фитнеса ведёт занятия по прикладной йога-гимнастике.